# Equazione di Mark-Houwink
L'equazione di Mark-Houwink fornisce una relazione tra la viscosità intrinseca {\displaystyle [\eta ]} ed il peso molecolare {\displaystyle M}:
{\displaystyle [\eta ]=KM^{a}}
Con questa equazione si può determinare il peso molecolare di un polimero a partire dai dati della viscosità intrinseca e viceversa.
I valori dei parametri di Mark-Houwink, {\displaystyle a} e {\displaystyle K}, dipendono dallo specifico sistema polimero-solvente. Per i solventi, un valore di {\displaystyle a=0,5} è indicativo di una soluzione theta. Un valore di {\displaystyle a=0.8} è tipico dei buoni solventi. Per i polimeri più flessibili, {\displaystyle 0,5\leq a\leq 0,8}. Per i polimeri semiflessibili, {\displaystyle a\geq 0,8}. Per i polimeri con una struttura completamente rigida, come il virus del mosaico del tabacco, {\displaystyle a=2,0}.

## Applicazioni
Nelle tecniche di cromatografia di esclusione dimensionale, come la cromatografia a permeazione di gel (in inglese gel permeation chromatography, da cui l'abbreviazione GPC), la viscosità intrinseca di un polimero è direttamente collegata al suo tempo di eluizione. Perciò, iniettando diversi campioni di polimero monodispersi in un cromatografo di permeazione su gel, si possono determinare graficamente i valori di {\displaystyle K} e di {\displaystyle a} usando una regressione lineare. Si definisce così la relazione tra il peso molecolare e la viscosità intrinseca.
Allo stesso modo si possono mettere in relazione i pesi molecolari di due differenti polimeri in un particolare solvente usando l'equazione di Mark-Houwink quando i sistemi solvente-polimero hanno la stessa viscosità intrinseca
{\displaystyle K_{1}M_{1}^{1+a_{1}}=K_{2}M_{2}^{1+a_{2}}}
La conoscenza dei parametri di Mark-Houwink e del peso molecolare di uno dei polimeri permette di trovare il peso molecolare dell'altro polimero usando la tecnica GPC; poiché la viscosità intrinseca è correlata al volume della catena polimerica, il dato della GPC è lo stesso per i due diversi polimeri. Ad esempio, se è nota la curva di calibrazione della GPC per il polistirene in toluene, si può effettuare la prova sul polietilene risalendo al peso molecolare secondo la curva di calibrazione del polistirene attraverso l'equazione soprastante.